# Żleb Goetlów

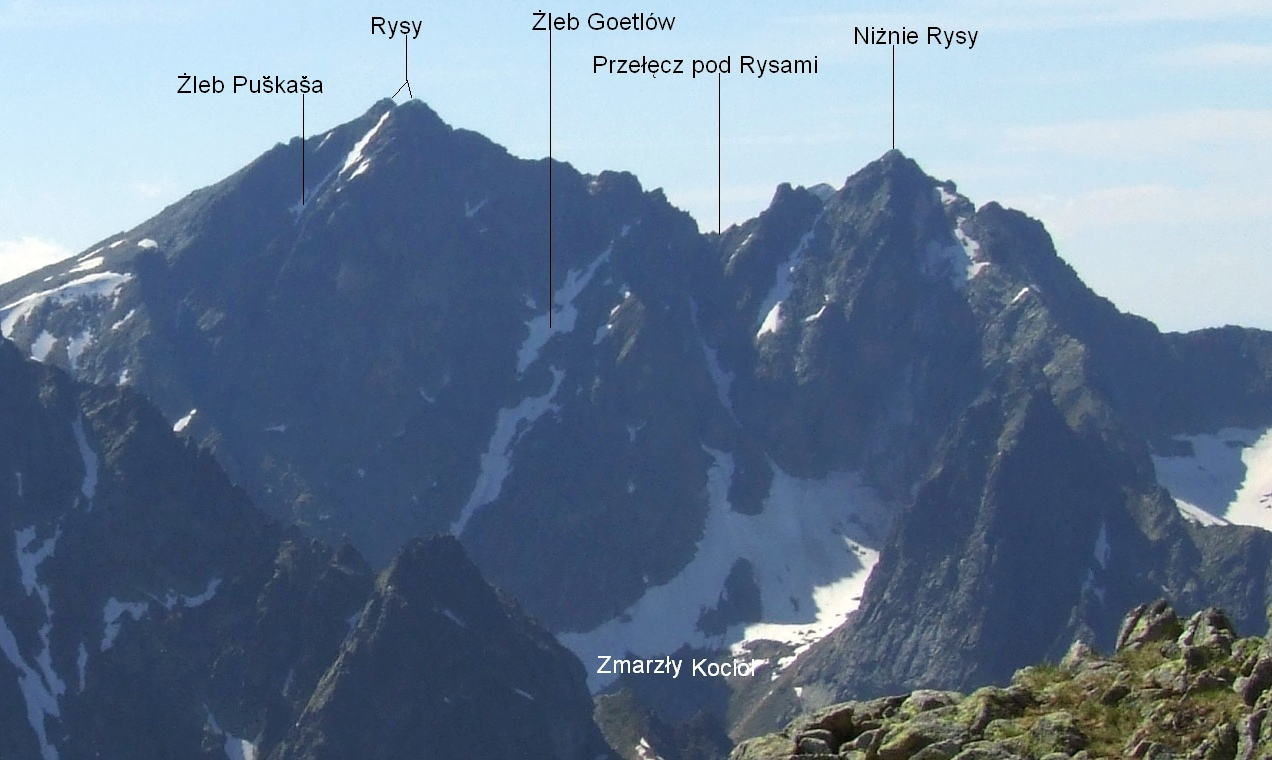
Widok z Małej Wysokiej

Żleb Goetlów (niem. Goetel-Schlucht, słow. Goetlových žľab, węg. Goetel-szakadék, ok. 2080 m) – duży żleb na wschodniej ścianie Rysów w Tatrach Słowackich. Ściana ta ma wysokość około 450 m. Dwa wielkie żleby – Żleb Goetlów i Żleb Puškaša dzielą ją na 3 części. Żleb Goetlów jest prawym (patrząc od dołu) z tych żlebów i oddziela środkową i prawą część ściany Rysów.
Żleb Goetlów zaczyna się w linii spadku głównego wierzchołka Rysów i opada skośnie w prawo przez północną jego grań na piargi powyżej płytowych Spadów pod Rysami. Około 100 m powyżej piargów odgałęzia się od żlebu w lewo niewielka odnoga, która wkrótce przekształca się w głęboki Komin Plška. Mniej więcej na 2/3 wysokości żleb ma drugie odgałęzienie – częściowo żleb, częściowo komin dochodzący do przełączki między północno-zachodnim i głównym wierzchołkiem Rysów. Główne koryto Żlebu Goetlów im wyżej, tym bardziej staje się płytsze, za to coraz szersze, górą przekształcając się w potężny, płytowo-trawiasty zachód.
W Żlebie Goetlów długo utrzymuje się śnieg. Autorem nazwy żlebu jest Władysław Cywiński. Żlebem Goetlów prowadzi droga wspinaczkowa (III w skali tatrzańskiej, czas przejścia 2 godz. 30 min). Ma kilka wariantów. Pierwsze przejście: Ferdynand Goetel, Walery Goetel, Władysław Kulczyński (junior) i Mieczysław Świerz 9 sierpnia 1909 roku.